# Inkeri Leivo
Sisko Inkeri Leivo-Lindh, född 29 maj 1944 i Helsingfors, död där 28 september 2010, var en finländsk keramikkonstnär.
Leivo studerade 1966–1970 vid Konstindustriella läroverket och var 1971 knuten till Arabias produktplaneringsavdelning, till Notsjö glasbruk 1979–1982, Järvenpää emalj 1981–1984 och Nikko Company i Japan 1982–1984.

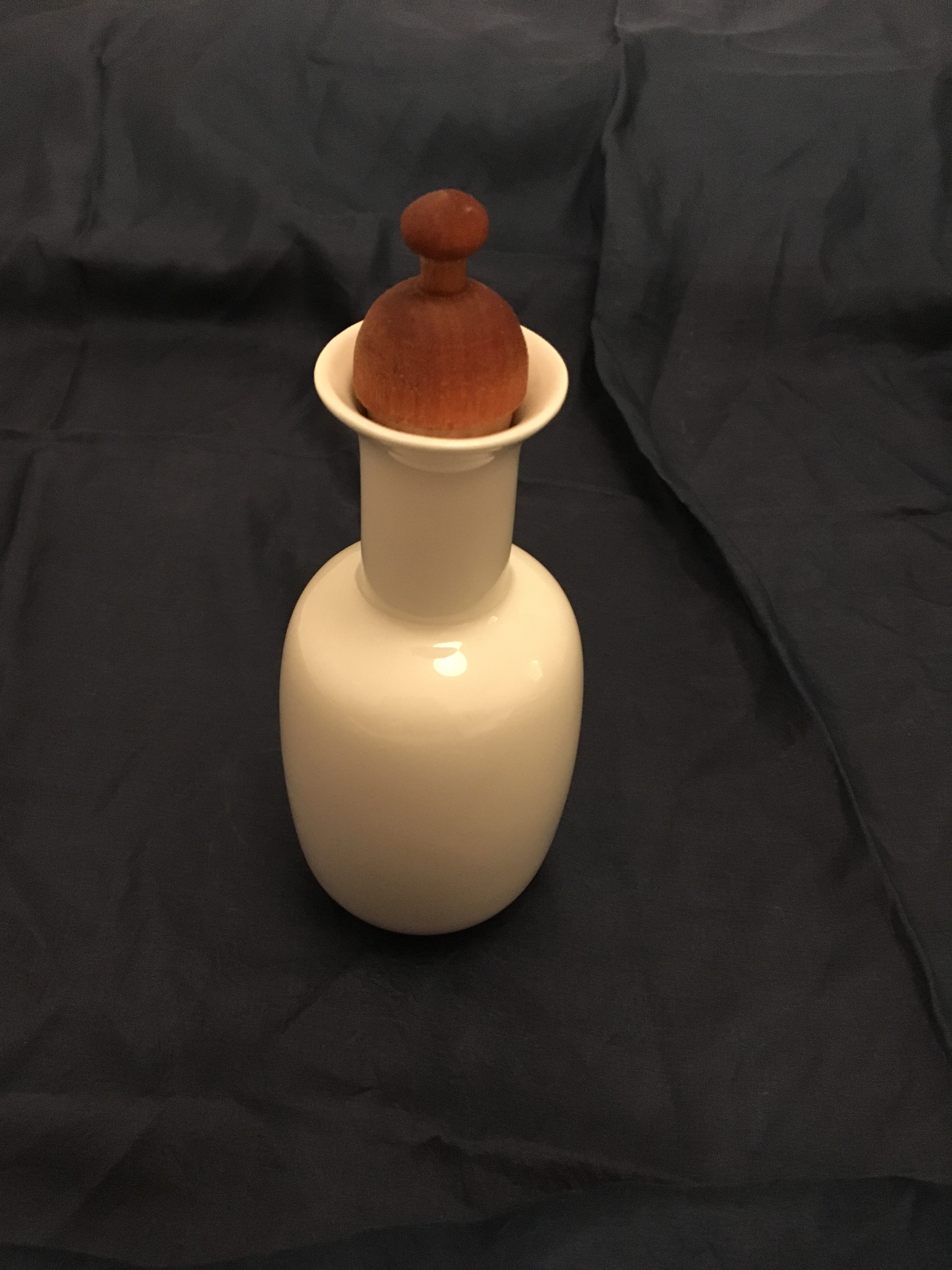
Ölflaska ur Arctica-serien.

Hon blev känd bland annat för sin vita Arctica-servis, som kom ut på marknaden 1979. Den nya versionen Aurora Borealis med en ny dekor började tillverkas 1987. På Notsjö glasbruk utförde Leivo glasserviser och för Järvenpää emalj stålemaljkärl. Hon använde bland annat benporslin i sina populära lyktor, som hon dekorerade med växtmotiv. Samma dekor ingår även i Arabias stora Gardena-fat i Pro Arte-serien. Från 1980-talet gjorde on vid sidan av sin industridesign för massproduktion även  unika arbeten, till exempel landskap av färgade benporslinskivor radade på varandra. 
År 1978 gifte hon sig med keramikkonstnären Richard Lindh.